# Mauritz Stiller
Mauritz Stiller (Hèlsinki, 17 de juliol de 1883 - Estocolm, 18 de novembre de 1928) va ser un director de cinema, actor i guionista suec. És considerat, juntament amb Victor Sjöström, el director més important de cinema mut suec, tot i que va desenvolupar el final de la seva carrera a Hollywood. Stiller va conrear tots els gèneres cinematogràfics, des de la comèdia fins al drama èpic.
L'estil de Stiller es caracteritzava per la seva elegància, el gust per l'experimentació i la seva gran capacitat per dirigir actors (i, especialment, actrius). Va ser el descobridor i mentor de Greta Garbo, la carrera de la qual va impulsar als Estats Units.

## Joventut
Va néixer a Finlàndia en el si d'una família jueva d'origen rus-polonès. El seu nom de naixement era Moshe Stiller. Als quatre anys la seva mare es va suïcidar i Stiller va ser criat per uns amics de la família. Des de molt jove, Stiller va mostrar afició per l'actuació i aviat va començar a actuar en el teatre de Hèlsinki i Turku.
Va ser anomenat per incorporar-se a l'exèrcit del tsar Nicolau II (Finlàndia era un Gran Ducat depenent de Rússia). Davant d'això Stiller es va exiliar i es va instal·lar a Suècia.

## Carrera

### Suècia

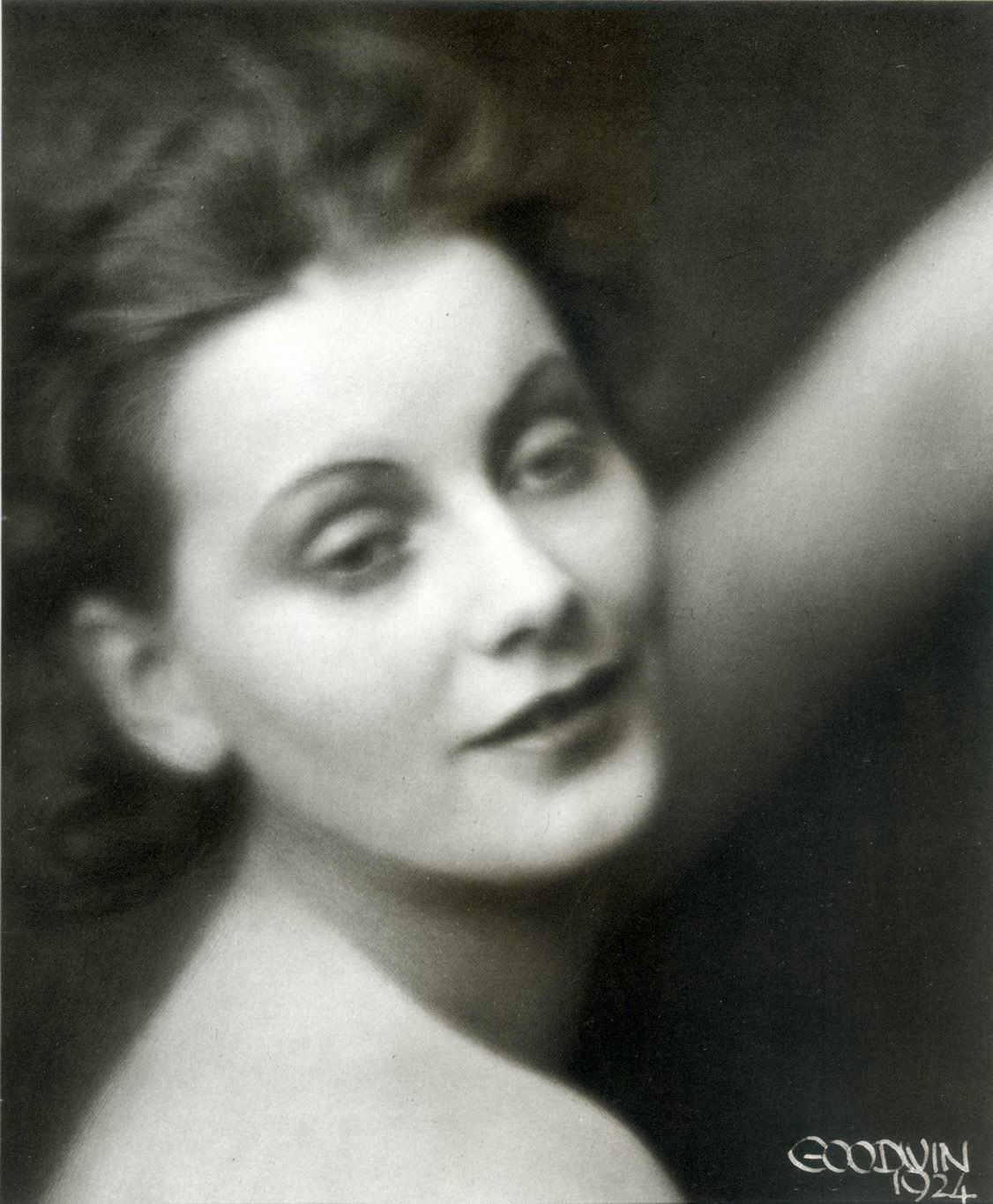
Greta Garbo l'any 1924. L'actriu va ser descoberta i protegida per Stiller.

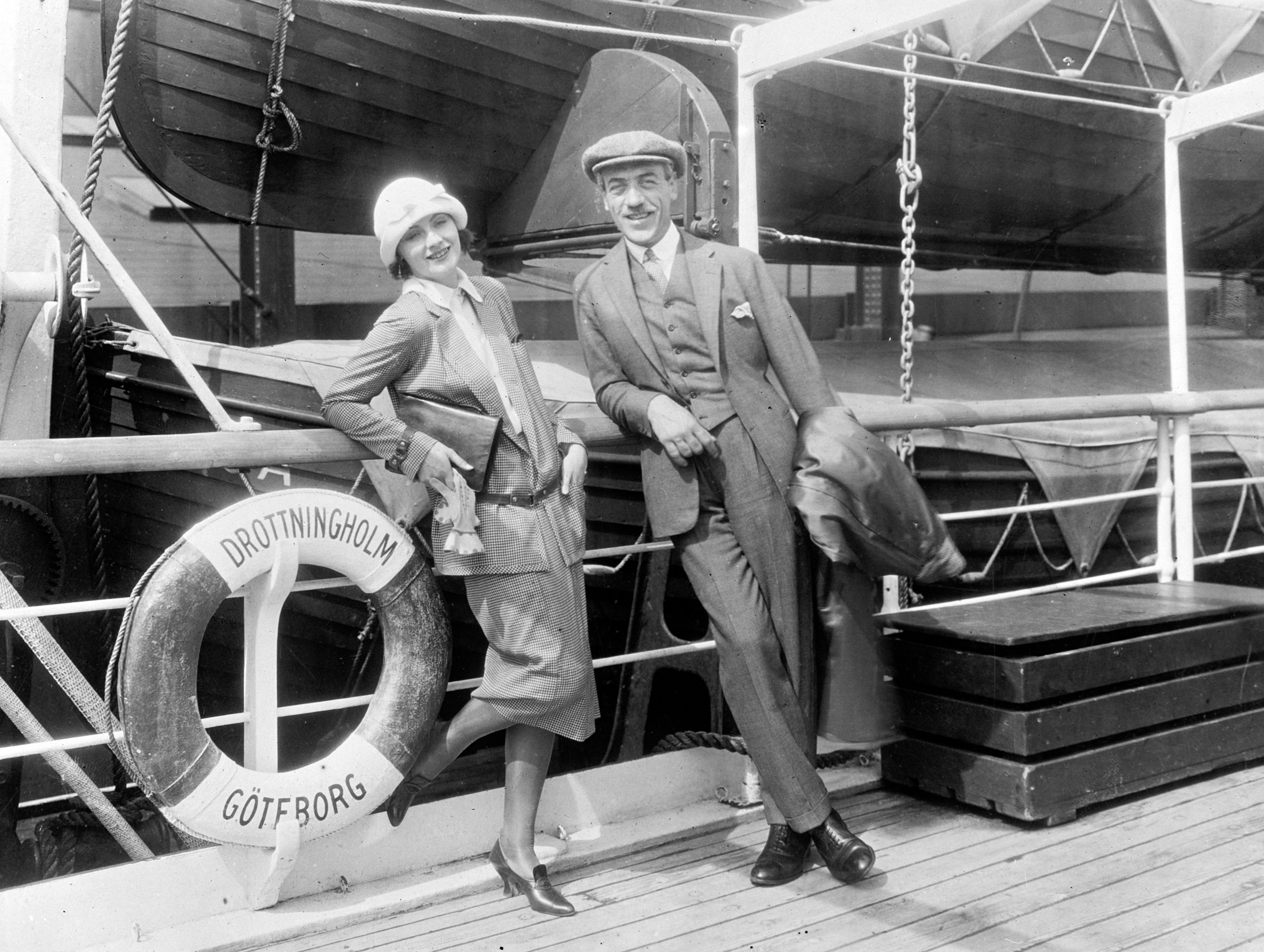
Greta Garbo i Maurice Stiller a bord del transatlàntic SS Drottningholm, camí dels Estats Units (1925).

L'any 1912 Stiller ja s'havia implicat en el creixent desenvolupament del cinema mut a Suècia. Va començar escrivint guions i també actuant i dirigint curtmetratges, com Den tyranniske fästmannen (1912, escrit i dirigit per Stiller, basat en l'obra teatral Bakom Kuopio de Gustaf von Numers), Mor och dotter (1912, amb guió, direcció i actuació de Stiller) o De svarta maskerna (1912, pel·lícula escrita i dirigida per Stiller, en la qual actuava Victor Sjöström). Pocs anys després, Stiller va abandonar del tot la seva carrera com a actor per dedicar-se a l'escriptura i la direcció. Aviat va dirigir llargmetratges. L'any 1916 va estrenar Vingarne (Les ales), potser la primera pel·lícula de la història amb un argument relatiu a l'homosexualitat. La pel·lícula adapta la novel·la Mikaël d'Herman Bang. De tot el seu metratge, només es conserva mitja hora (posteriorment, Carl Theodor Dreyer rodarà una nova versió d'aquesta novel·la).
Stiller va tenir un gran èxit al 1918 amb Thomas Graals bästa barn (El primer nen de Thomas Graal), pel·lícula protagonitzada per Victor Sjöström. Una altra pel·lícula important va ser Herr Arnes pengar (El tresor de Arne), pel·lícula de 1919 en la qual adaptava una novel·la homònima de Selma Lagerlöf i amb la qual Stiller es va consolidar com una de les estrelles del cinema mut suec. En la seva pel·lícula de 1920 Erotikon va canviar per complet de registre i va rodar una comèdia d'enganys amb una lleugeresa i sofisticació que prefigura les comèdies d'Ernst Lubitsch. El 1924 va rodar Gösta Berlings saga (La llegenda de Gösta Berling), pel·lícula basada novament en una novel·la de Selma Lagerlöf. Estava protagonitzada per Lars Hanson i Gerda Lundequist. Stiller va concedir un important paper secundari a una jove i desconeguda actriu del Kungliga Dramatiska Teatern or Dramaten (el Real Teatre Dramàtic d'Estocolm) anomenada Greta Gustafsson, que rebrà d'Stiller el nom artístic de Greta Garbo. Stiller va quedar fascinat amb la presència escènica d'aquesta actriu i va decidir protegir-la. Quan Louis B. Mayer li va proposar a Stiller rodar a Hollywood, aquest es va endur Greta Garbo, amb la qual el director mantenia una relació sentimental (amb tot, era coneguda l'homosexualitat de Stiller).

### Estats Units
A Hollywood, Mauritz Stiller va tractar per tots els mitjans de promocionar a Greta Garbo, tot i que els productors nord-americans desconfiaven de l'actriu. Va aconseguir per ella el paper protagonista de Torrent (1926), basada en la novel·la Entre naranjos de Vicent Blasco Ibáñez. La pel·lícula va ser dirigida per Monta Bell i el personatge protagonista masculí va estar interpretat per Ricardo Cortez. La pel·lícula va tenir bones crítiques i va ser un èxit entre el públic. Malgrat això, Greta Garbo seguia sense ser del grat dels productors de la MGM.

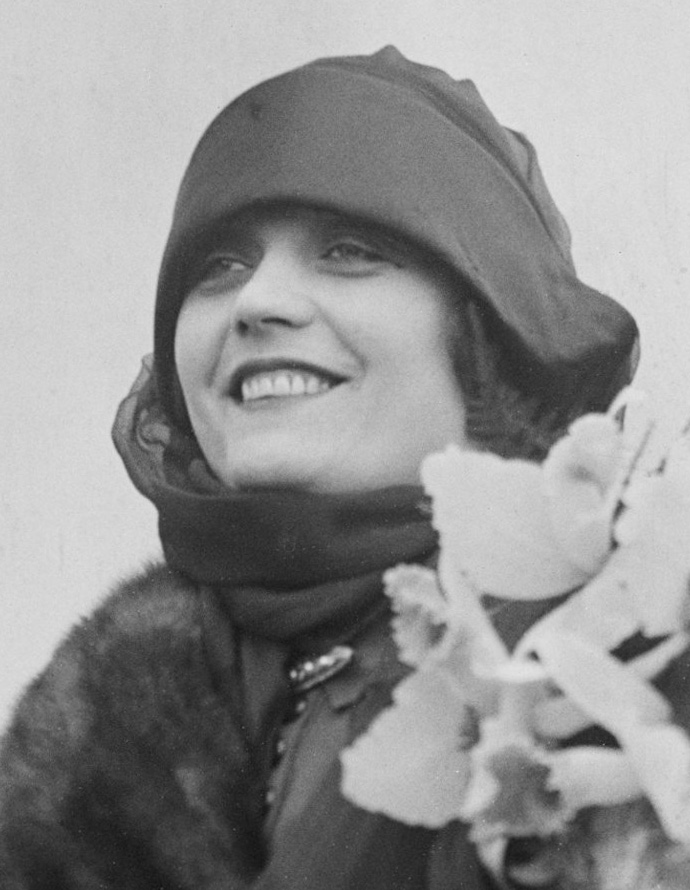
Pola Negri va protagonitzar dues pel·lícules dirigides per Stiller.

A Stiller li van encarregar una nova adaptació d'una obra de Blasco Ibáñez, en aquest cas La terra de tots, per la qual va comptar amb Greta Garbo pel paper protagonista. Els desacords entre Stiller i els productors van fer que Stiller fos apartat del projecte que, finalment, va quedar en mans del director Fred Niblo. La pel·lícula es va titular The Temptress (1926) i, a part de Garbo, van actuar en ella Antonio Moreno, Lionel Barrymore i Roy D'Arcy. A partir d'aquest moment, les carreres de Stiller i Greta Garbo es van separar.
Després del seu acomiadament de la Metro, Stiller va ser contractat per la Famous Players-Lasky Corporation, amb la qual va rodar tres pel·lícules. De nou, el seu enfrontament amb els productors va motivar el seu acomiadament quan estava rodant la quarta. Les pel·lícules d'aquest període van ser Hotel Imperial, The Woman on Trial (ambdues estrenades al 1927 i protagonitzades per Pola Negri) i Street of Sense (1928), amb Emil Jannings i Fay Wray.

## Últims anys
Mauritz Stiller va tornar a Suècia l'any 1927 i ja no va tornar a dirigir més. Va morir de pleuritis un any després, als 45 anys. Està enterrat al Cementiri del Nord (Norra begravningsplatsen), prop d'Estocolm.

## Reconeixements
Un estel recorda a Stiller en el Passeig de la Fama de Hollywood, a l'altura del n.º 1713 de Vine Street. A Kristianstad es va erigir una estàtua en el seu honor.